# Pennantia
Pennantia ist die einzige Gattung der Pflanzenfamilie Pennantiaceae innerhalb der Ordnung der Doldenblütlerartigen (Apiales).

## Beschreibung

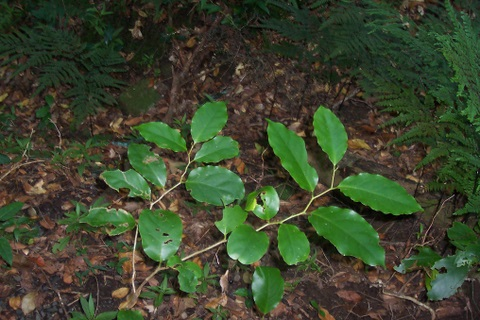
Zweige mit wechselständigen, gestielten, einfachen Laubblättern von Pennantia cunninghamii

### Vegetative Merkmale
Pennantia-Arten sind immer verholzende Pflanzen, es handelt sich um Sträucher, kleine Bäume oder selten um Lianen.
Die wechselständig und spiralig an den Zweigen angeordneten Laubblätter sind in Blattstiel und Blattspreite gegliedert. Die Blattspreiten sind einfach oder selten gelappt. Die meist Blattränder gezähnt. Nebenblätter fehlen.

### Generative Merkmale
Die Blütenstände sind unterschiedlich aufgebaut; die Blüten können auch einzeln in den Blattachseln stehen. Die Blüten sind zwittrig oder eingeschlechtig; wenn sie eingeschlechtig sind, dann sind die Pflanzen zweihäusig getrenntgeschlechtig (diözisch).
Die kleinen, radiärsymmetrischen Blüten sind meist fünfzählig. Die fünf Kelchblätter sind meist röhrig verwachsen und sind auch noch auf der Frucht erhalten. Die fünf Kronblätter sind frei oder verwachsen. Die fünf fertilen Staubblätter sind untereinander frei, aber manchmal mit den Kronblättern verwachsen. Zwei Fruchtblätter sind zu einem oberständigen Fruchtknoten verwachsen. Es sind ein oder zwei Stempel vorhanden, Griffel ist keiner erkennbar, die Narben sind also sitzend.
Sie bilden einsamige Steinfrüchte.

### Chromosomensätze
Die Chromosomengrundzahl beträgt x = 25; es liegt Diploidie vor mit einer Chromosomenzahl von 2n = 50.

## Systematik und Verbreitung

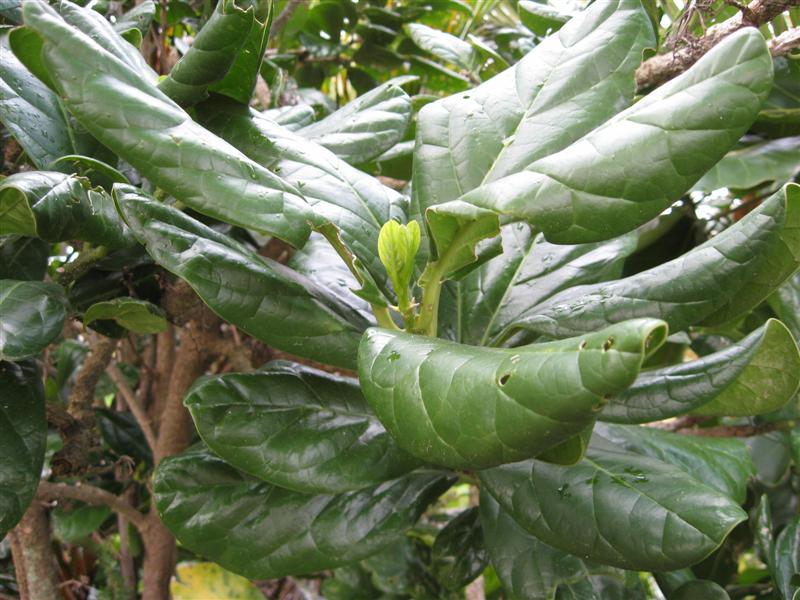
Zweig mit gestielten, einfachen Laubblättern von Pennantia baylisiana

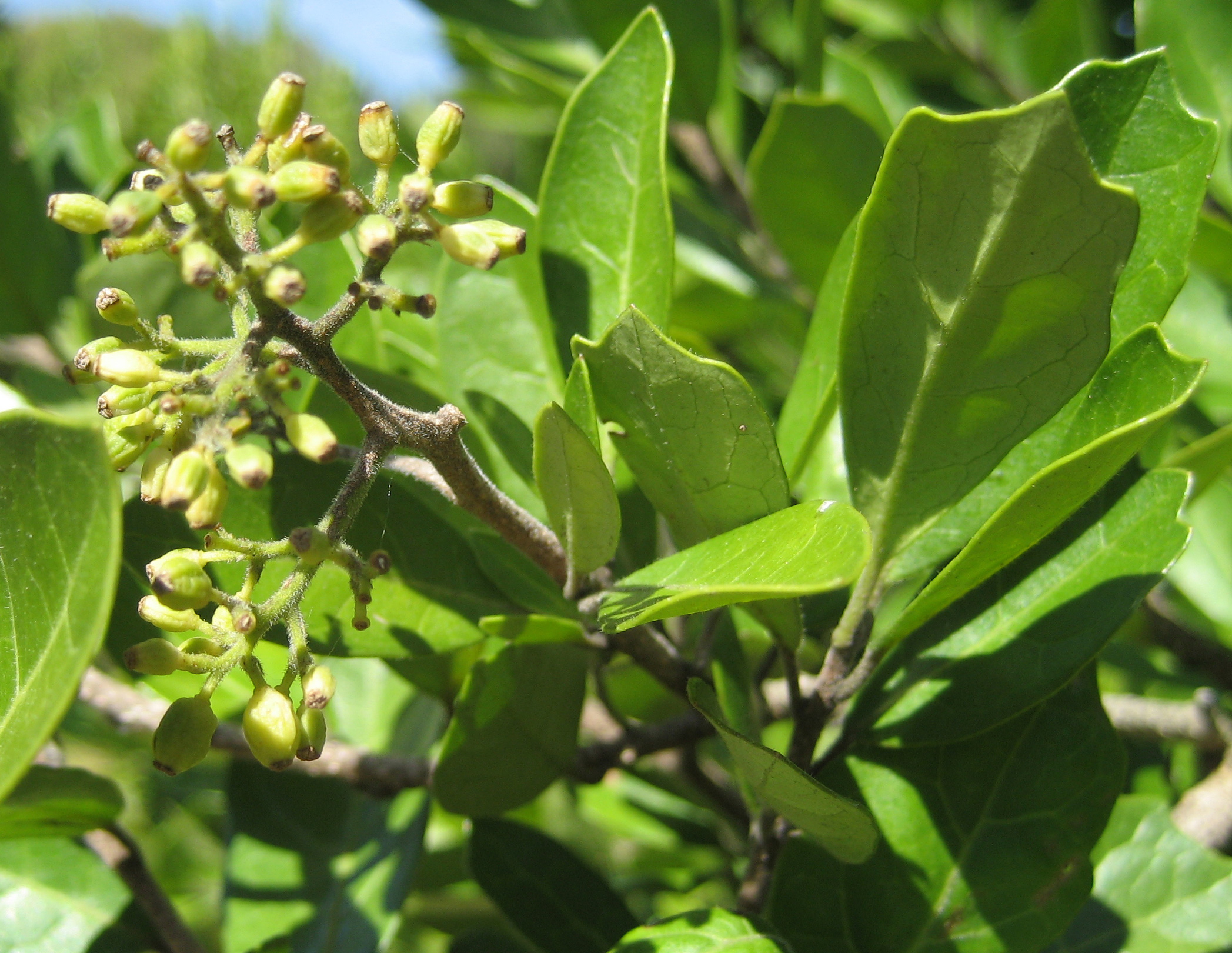
Pennantia corymbosa

Die Gattung Pennantia wurde 1775 durch Johann Reinhold Forster und Georg Forster in Characteres Generum Plantarum: ..., 2. Auflage Seite 133 aufgestellt. Der Gattungsname Pennantia ehrt den walisischen Naturforscher Thomas Pennant (1726–1798). Typusart ist Pennantia corymbosa J.R.Forst. & G.Forst. Die Familie Pennantiaceae wurde 1858 durch Jakob Georg Agardh in Theoria Systematis Plantarum, Seite 301 aufgestellt.
Früher wurde die Gattung Pennantia in die Familie der Icacinaceae eingeordnet. Die Familie Pennantiaceae gehört zur Ordnung Apiales.
Die Pennantia-Arten kommen in Neuseeland, auf der Norfolkinsel und im nordöstlichen Australien vor. Bei den Māori heißen die Arten Kaikomako.
Es gibt nur vier Arten in der Gattung Pennantia und damit auch in der Familie Pennantiaceae:
- Pennantia baylisiana (W.R.B.Oliv.) G.T.S.Baylis (Syn.: Plectomirtha baylisiana W.R.B.Oliv.): Es ist ein Endemit der Three Kings Islands (Neuseeland).
- Pennantia corymbosa J.R.Forst. & G.Forst.: Sie gedeiht in den Tieflandwäldern der Nord- und Südinsel Neuseelands.
- Pennantia cunninghamii Miers: Sie kommt nur in den australischen Bundesstaaten New South Wales sowie Queensland vor.
- Pennantia endlicheri Reiss.: Die Heimat ist die Insel Norfolk.